# Турсунов, Минавар Турсунович
Минавар Турсунович Турсунов (15 мая 1915, Ташкент – 4 января 2011, Ташкент) – советский, узбекский государственный деятель и дипломат.

## Биография
Член КПСС (1943). Окончил Московскую военно-инженерную Академию им. Куйбышева в 1941 году.
- 1935—1936 гг. — техник гидрометр Управления единой гидрометеорологической службы Узбекистана, г.Ташкент
- 1936—1937 гг. — студент института инженеров железнодорожного транспорта, г.Ташкент
- 1937—1938 гг. — студент Московского государственного института геодезии и картографии.
- 1938—1941 гг. — слушатель Московской военно-инженерной академии им. Куйбышева.
- 1941—1944 гг. — офицер, участник Великой Отечественной войны.
- 1944—1946 гг. — офицер Туркестанского военного округа.
- 1946—1947 гг. — ответственный референт Министерства иностранных дел Узбекской ССР.
- 1947—1951 гг. — главный контролер Министерства госконтроля Узбекской ССР.
- 1951—1952 гг. — второй секретарь Центрального района Компартии Узбекистана.
- 1952—1955 гг. — заместитель председателя Ташкентского горисполкома (вице-мэр города)
- 1955—1956 гг. — управляющий делами Совета Министров Узбекской ССР.
- 1956—1958 гг. — председатель Ташкентского горисполкома (мэр города).
- 1959—1963 гг. — председатель Госконтроля Совета Министров Узбекской ССР.
- 1963—1965 гг. — заместитель председателя Комитета партийно-государственного контроля Узбекской ССР.
- 1965—1969 гг. — председатель Комитета народного контроля Узбекской ССР.
- 1969—1985 гг. — заместитель председателя Совета Министров Узбекской ССР, министр иностранных дел Узбекской ССР.
- 1985—2011 гг. — персональный пенсионер СССР, Республики Узбекистан

Депутат Верховного Совета Узбекской ССР (1955— 1985 гг. – 6 созывов подряд).

## Награды
Награждён 6 государственными орденами и более 15 медалями СССР